# Майстершванден
Майстершванден (нім. Meisterschwanden) — громада  в Швейцарії в кантоні Ааргау, округ Ленцбург.

## Географія
Громада розташована на відстані близько 75 км на північний схід від Берна, 18 км на південний схід від Аарау.
Майстершванден має площу 4,3 км², з яких на 23,8% дозволяється будівництво (житлове та будівництво доріг), 57,5% використовуються в сільськогосподарських цілях, 18,7% зайнято лісами, 0% не є продуктивними (річки, льодовики або гори).

## Демографія
2019 року в громаді мешкало 2955 осіб (+12,1% порівняно з 2010 роком), іноземців було 15,4%. Густота населення становила 695 осіб/км².
За віковим діапазоном населення розподілялося таким чином: 17,5% — особи молодші 20 років, 62,9% — особи у віці 20—64 років, 19,6% — особи у віці 65 років та старші. Було 1327 помешкань (у середньому 2,2 особи в помешканні).
Із загальної кількості 1159 працюючих 25 було зайнятих в первинному секторі, 326 — в обробній промисловості, 808 — в галузі послуг.